# 781
781 је била проста година.

## Догађаји
- Википедија:Непознат датум — Владавина династије Абасида у Багдаду.

- Краљ Карло Велики је свог сина Карломана (преименованог у Пепин) и поставио га за „краља Италије“, а крунисао га је папа Хадријан I Гвозденом круном Ломбардије. Његов млађи брат Карло I је помазан за краља Аквитаније, а Луј Побожни (само 3 године) је постављен за поткраља Италије и Аквитаније, након претварања Аквитаније из Војводства у поткраљевство.
- Карло Велики упознаје Алкуина, англосаксонског мисионара, у Италији, и позива га у Ахен, где постаје главни саветник Карла Великог за верска и образовна питања.
- Франачка валута под називом ливре царолингиенне је први пут кована.
- Јанг Јан, кинески државник, извршио је самоубиство након што је оптужен за мито и корупцију. Он је заслужан за реформу пореског система за сељаке, смањење моћи аристократских класа и елиминисање њихових поседа без пореза.
- 30. април – Јапански цар Конин абдицирао је са престола после 11-годишње владавине, у корист свог полукорејског сина Канмуа.
- 31. јул – Догодила се најстарија забележена ерупција планине Фуџи (традиционални јапански датум: 6. јул 781).
- Карло Велики дефинише папску територију (види Папска држава). Он кодификује регионе над којима би папа био временски суверен: Римско војводство је проширено Равеном, војводством Пентапоља, деловима војводства Беневента, Тоскане, Корзике и Ломбардије.
- Несторијанци у Кини граде хришћанске манастире и подижу Несторијанску стелу.